# Willis Chatman Hawley
Willis Chatman Hawley (ur. 5 maja 1864, zm. 24 lipca 1941 w Salem w Oregonie) – polityk i prawnik amerykański związany z Partią Republikańską.
W latach 1907–1933 przez trzynaście dwuletnich kadencji Kongresu Stanów Zjednoczonych był przedstawicielem pierwszego okręgu wyborczego w stanie Oregon w Izbie Reprezentantów Stanów Zjednoczonych.
Był jednym z wnioskodawców ustawy Smoota-Hawleya – aktu prawnego, który podniósł cła na ponad 20 tysięcy towarów importowych i w opinii wielu współczesnych ekonomistów przyczynił się do pogłębienia i przedłużenia wielkiego kryzysu.